# Oecetis furva
Oecetis furva – gatunek owada z rzędu chruścików i rodziny Leptoceridae. Larwy prowadzą wodny tryb życia, są drapieżne, budują przenośne domki.
Gatunek palearktyczny, w Europie nie występuje w Hiszpanii i południowej części Bałkanów. Poza Europą występuje na Kaukazie, w regionie kaspijskim i Azji Mniejszej. Larwy łowione w jeziorach, zastoiskowych częściach rzek, wodach słonawych, w górach sporadycznie. W Polsce głównie na nizinach. Limnebiont.
Larwy zostały znalezione w Jeziorze Karskim na Nizinie Szczecińskiej oraz dwóch jeziorach lobeliowych (Pojezierze Bytowskie), w strefie helofitów; imagines w okolicach Kartuz. Na Pojezierzu Mazurskim larwy złowiono w kilkunastu jeziorach, lecz tylko w niektórych w większej liczbie. Larwy spotykano najczęściej wśród osoki, rzadziej w zbiorowiskach rdestnic, ramienic, dnie mulistym, liczniej w jeziorach małych i śródleśnych. Na Pojezierzu Łęczyńsko-Włodawskim larwy złowione w kilku jeziorach w rogatku oraz wśród trzcin. Dwie larwy złowiono w starorzeczu Doliny Narwi, ponadto obecność wykazana w torfiankach i jeziorach Wielkopolski, natomiast imagines nad stawami na Wyżynie Krakowsko-Częstochowskiej.
W Finlandii występuje tylko w południowej części kraju, pospolity w jeziorach, stawach i zatokach morskich. W Karelii rzadki, larwy spotykano w zaroślach Scirpus lacustris. Na Łotwie pospolity w stawach i we wszystkich typach jezior. Występuje w jeziorach Estonii, Litwy. W niemieckich jeziorach larwy łowione w wynurzającej się osoce oraz wśród detrytusu i roślinności lub bagiennych siedliskach. Okazał się predominantem w zbiorowisku glonów nitkowatych polderów w Holandii. W Holandii larwy występowały w wodach o pH 5,2 – 9,5 oraz wśród osoki, charakteryzował się bardzo szeroką niszą. Gatunek obecny także w jeziorach Włoch, Węgier i górskich jeziorach Kaukazu.